# HD 14509
HD 14509，又名CD-42 785，SAO 215860、HR 686，是一颗恒星，视星等为6.37，位于銀經257.92，銀緯-66.77，其B1900.0坐标为赤經2h 15m 25.4s，赤緯-42° -66.77′ 32″。